# Прушкув (Мазовецкое воеводство)
Пру́шкув, раннее — Прушков (пол. Pruszków) — город в Польше, входит в Мазовецкое воеводство, Прушковский повят. Имеет статус городской гмины — районный центр. Занимает площадь 19,15 км². Население — 61 784 человек.
В городе расположен большой региональный склад компании Amway.

## История
В 70-х — 90-х XX века действовала Прушковская ОПГ, насчитывавшая до 2000 членов группировки, занимавшаяся воровством, грабежами, контролировавшая контрабанду спирта из Германии[значимость факта?].
Соседние города и деревни: Компрахцице, Ополе и Стшелечки.

## Интересные факты
Был использован в съемках фильма Люди X: Апокалипсис. Но факты о присутствии съемочной группы именно в этом городе отсутствуют.